# Campionat britànic de trial 1980
La temporada de 1980 del Campionat britànic de trial fou la 31a edició d'aquest campionat, organitzat per l'ACU. El calendari oficial constava de 10 proves puntuables.

## Classificació final
| Posició | Pilot            | Motocicleta | Punts |
| ------- | ---------------- | ----------- | ----- |
| 1       | Martin Lampkin   | Bultaco/SWM | 113   |
| 2       | Malcolm Rathmell | Montesa     | 106   |
| 3       | Rob Shepherd     | Honda       | 78    |
| 4       | Nigel Birkett    | Montesa     | 72    |
| 5       | John Reynolds    | Suzuki      | 57    |
| 6       | Chris Sutton     | Montesa     | 38    |
| 7       | Peter Cartwright | Bultaco     | 34    |
| 8       | Mick Andrews     | Yamaha      | 31    |
| 9       | Chris Clarke     | Montesa     | 30    |
| 10      | Mike Skinner     | Montesa     | 23    |